# Jüdischer Friedhof (Becherbach bei Kirn)

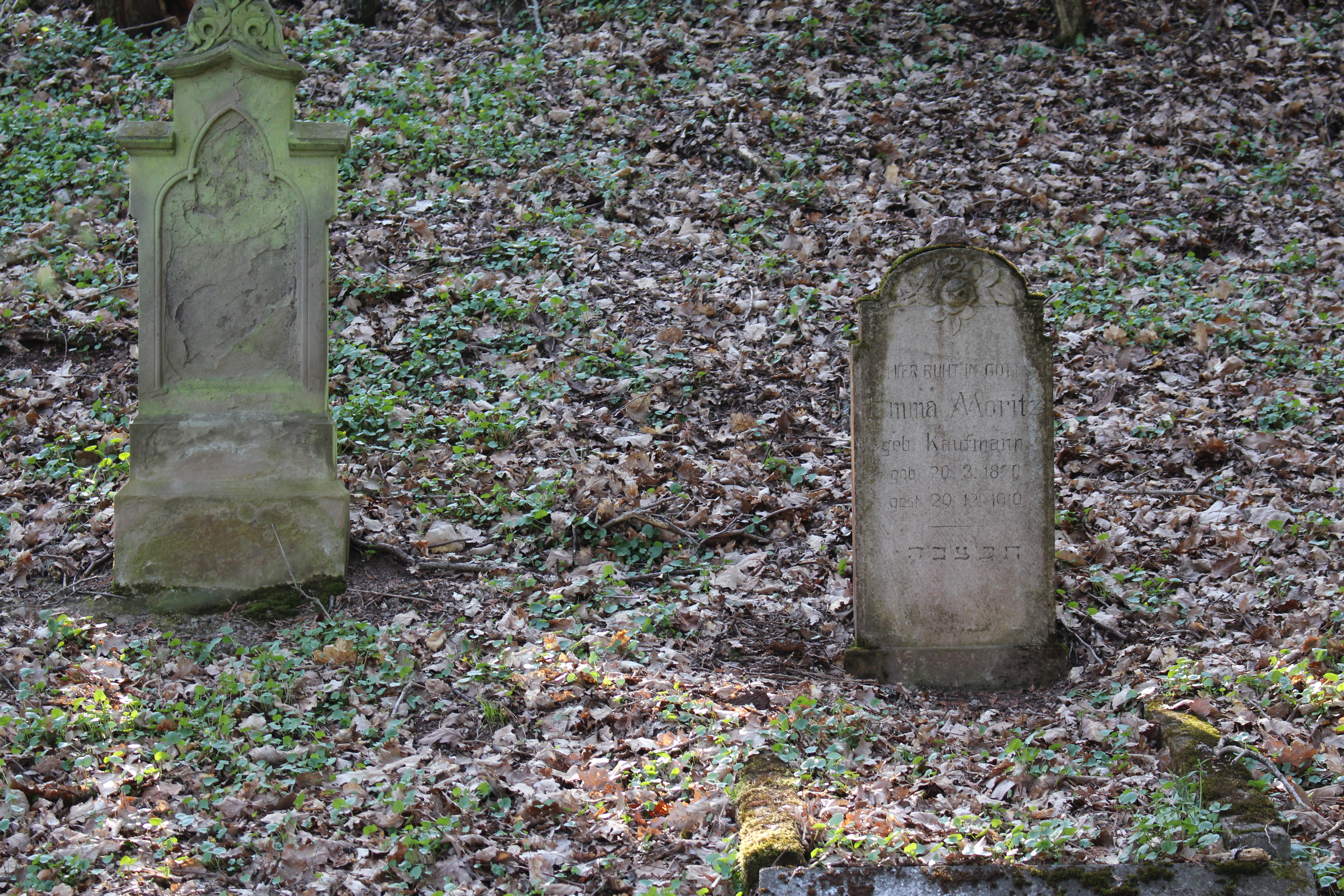
Jüdischer Friedhof, Becherbach bei Kirn

Der Jüdische Friedhof Becherbach bei Kirn ist ein Friedhof in der Ortsgemeinde Becherbach bei Kirn im Landkreis Bad Kreuznach in Rheinland-Pfalz. 
Der jüdische Friedhof liegt südwestlich des Ortes in einem Wäldchen in der Flur „Vor den Kirchenäckern“.
Es ist nicht bekannt, wann der 617 m² große Friedhof angelegt wurde. Vermutlich wurde der ältere Teil mit 13 erhaltenen Grabsteinen in der zweiten Hälfte des 18. Jahrhunderts angelegt – ein Grabstein aus dem Jahr 1762 ist erhalten. 
Ein neuer Teil des Friedhofs wurde um 1880 angelegt und von 1881 bis zum Jahr 1938 belegt.